# In the Navy
In the Navy é um filme de comédia musical estadunidense de 1941 dirigido por Arthur Lubin. Foi a segunda película protagonizada pela dupla Abbott e Costello e também a segunda deles sobre o serviço militar em período que antecedeu a entrada dos Estados Unidos na Segunda Guerra Mundial, ocorrida no mesmo ano. A primeira, Buck Privates foi lançada em janeiro de 1941. Houve ainda um terceiro filme da série, Keep 'Em Flying, estreado em novembro.

## Elenco
- Bud Abbott...Smokey Adams
- Lou Costello...Pomeroy Watson
- Dick Powell...Thomas Halstead / Russ Raymond
- Claire Dodd...Dorothy Roberts
- The Andrews Sisters...elas mesmas
- Dick Foran...Dynamite Dugan
- Billy Lenhart...Butch
- Kenneth Brown...Buddy
- Shemp Howard...Dizzy

## Sinopse
O popular cantor Russ Raymond se cansa do assédio das fãs e abandona a carreira, alistando-se na Marinha com seu nome real, Tommy Halstead. Mas a novata e ambiciosa repórter Dorothy Roberts descobre a identidade dele e passa a persegui-lo para tentar conseguir uma fotografia que provasse a todos que o cantor agora era marinheiro. A bordo do navio de guerra Alabama, Tommy fica amigo dos atrapalhados Smokey e Pomeroy, que a princípio o ajudam a se esconder de Dorothy e sua máquina fotográfica. Pomeroy é apaixonado por Patty, uma das integrantes do trio The Andrews Sisters, e havia enviado à moça diversas cartas mentindo sobre sua real posição na Marinha. Quando ela o procura, Pomeroy tenta impressioná-la mas acaba causando grandes confusões.

## Produção
Depois que Buck Privates se tornou um grande êxito, o estúdio quis que Abbott e Costello realizassem uma segunda comédia sobre o serviço militar. In the Navy foi filmado entre 8 de abril de 1941 e 9 de maio de 1941. Isso aconteceu após a equipe ter completado Hold That Ghost que teve atrasado o lançamento para revisões. Assim, a comédia naval se tornou o segundo filme que estreou nos cinemas com protagonismo da dupla.
Houve, contudo, um problema antes do lançamento: quando uma cópia foi enviada à Marinha, os oficiais ficaram ofendidos com a sequência em que Pomeroy (Costello) finge ser capitão e comanda o navio em uma série de manobras malucas e desastrosas. Por ser o clímax, a sequência não podia ser cortada da edição final. A solução foi fazer com que aparecesse como um sonho de Pomeroy. Isso causou ao filme um custo adicional de 335.000 dólares.
Houve locações em Coachella Valley, Califórnia.

## Sequências cômicas
Abbott e Costello interpretam "Lemon Bit" ("aposta do limão"), sobre um jogo de adivinhação; "13 x 7 = 28", uma brincadeira com a matemática; e "Buzzing the Bee" (chamado aqui de "Sons of Neptune"), uma conhecida sequência em que um faz uma pergunta sobre água a outro, tentando molhá-lo, e quem acaba molhado é quem perguntou (popularizada no Brasil pelos Trapalhões). Durante a filmagem, Costello começa a rir e engasga e cospe água no chão. O diretor Arthur Lubin manteve a cena na edição final.

## Recepção
As resenhas dos críticos foram positivas. Bosley Crowther do The New York Times escreveu (tradução livre, como as demais): "Talvez não tenham sido tão engraçados como em 'Buck Privates' mas é justo dizer que continuaram bons ... Sim, os meninos estão em 'In the Navy' mas na verdade aparecem pouco. Certamente, as  Andrews Sisters e o Senhor Powell, com suas canções alegres, não poderiam ser desperdiçados. Mas eles simplesmente ficam no caminho quando você quer assistir Lou e Bud, que são o espetáculo". Uma resenha da Revista Variety noticiou que "Abbott e Costello provocam permanentes risadas com suas sequências cômicas". Film Daily escreveu: "O filme é oportuno, melodioso e altamente divertido para todas as idades". Harrison's Reports escreveu:"Não estão hilariantes como em 'Buck Privates' pois algumas das sequências cômicas já eram conhecidas; ainda assim é uma boa comédia, com muitas situações divertidas".

## Lançamento
O filme foi bastante popular, classificado como o sexto filme mais assistido em 1941. In the Navy foi relançado em janeiro de 1949 juntamente com Who Done It?.